# جحا (فیلم ۱۹۵۸)
جُحا (عربی مصری: جحا) فیلمی فرانسوی-تونسی به کارگردانی ژاک باراتیه است که در سال ۱۹۵۹ منتشر شد و نخستین نقش‌آفرینی سینمایی کلودیا کاردیناله محسوب می‌شود. این فیلم در جشنواره فیلم کن ۱۹۵۸ نامزد دریافت نخل طلا بود که در نهایت برندهٔ جایزهٔ ویژهٔ هیئت داوران شد. این فیلم مجدداً در جشنواره فیلم کن ۲۰۱۳ به نمایش درآمد.

## گزیدهٔ بازیگران
- عمر شریف در نقش جُحا
- لائورو گادزولو
- دانیل امیلفورک
- کلودیا کاردیناله